# Domarring von Slaka

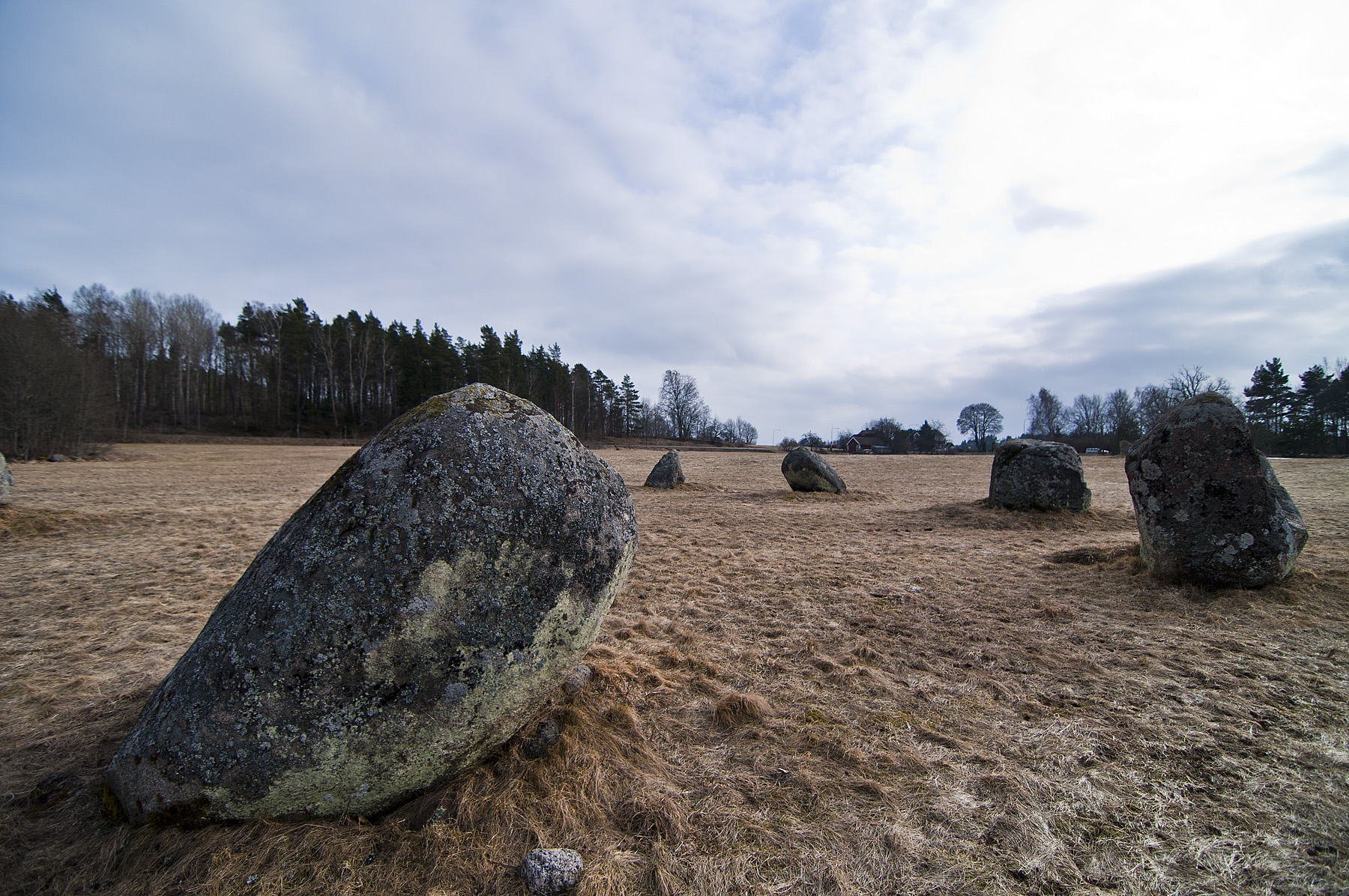
Domarring von Slaka, 2011

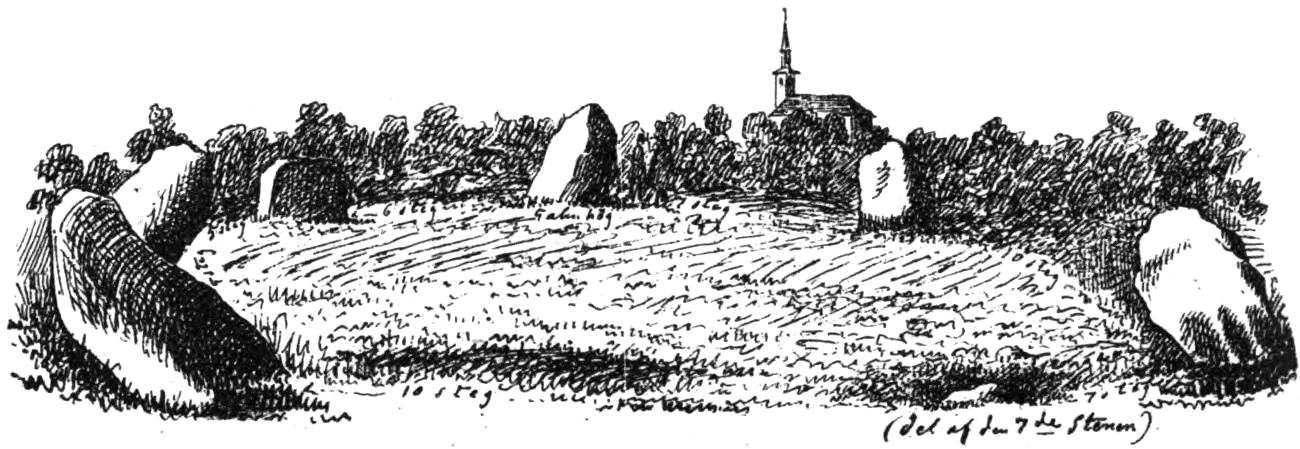
Zeichnung des Domarrings, 1864
im Hintergrund die Kirche von Slaka

Der Domarring von Slaka, südwestlich von Linköping in Östergötland ist einer der größten Steinkreise Schwedens. Ein noch größerer Domarring mit 33,0 Meter Durchmesser findet sich auf dem Gräberfeld von Blomsholm. Der Begriff „Domarring“ ist auf Zeiten zurückzuführen, in denen man die Kreise mit der Rechtsprechung assoziierte und dachte, dass eine ungerade Zahl von Richtern in den Kreisen Urteile sprach.
Der Domarring (deutsch „Richterring“) liegt östlich des Ortes Slaka. Einige Steinblöcke im etwa 20 Meter messenden Ring fehlen. Ursprünglich bestand er aus neun Steinen; heute sind es noch sechs. Die Größe der Steinblöcke mit einer Höhe von bis zu 1,9 Meter und einer Breite bis zu 2 Metern ist erheblich. Sie kann Hinweis auf ein hohes Alter sein. 
Richterringe gelten als Grabmonumente, die zwischen der jüngeren Bronze- und der frühen Eisenzeit entstanden. Sie werden auch als Thing- und Richtorte angesehen. Daher ist es logisch, dass sie eine ungerade Anzahl von Steinen bzw. Richtern hatten. Der Richterring von Slaka wurde 1995 von der Gemeinde restauriert.
Nördlich des Richterringes gibt es Reste eines weiteren Ringes mit drei erhaltenen Steinen. Nach älteren Aufzeichnungen soll es in der Gegend noch einen dritten gegeben haben. Neben den Ringen sind mehrere Gräber registriert, die mit Bautasteinen gekennzeichnet sind. Sie sind wahrscheinlich Teil eines großen Gräberfeldes. In den letzten Jahrzehnten wurden mehrere Ausgrabungen und Untersuchungen zur archäologischen Befundsituation um den Ort vorgenommen. Es fanden sich Überreste von der ältesten Steinzeit bis zur Eisenzeit. Unter ihnen befindet sich eine Siedlung westlich des Gamla Kalmarvägen gegenüber den Steinkreisen.